# Kurtuluş Son Durak
Kurtuluş Son Durak (en turc Darrera parada, Kurtuluş) és una pel·lícula de comèdia dramàtica turca del 2012. Yusuf Pirhasan va dirigir la pel·lícula el guió de la qual va ser escrit per Barış Pirhasan. Fou protagonitzada per Belçim Bilgin, Demet Akbağ, Asuman Dabak, Nihal Yalçın, Ayten Soykök i Damla Sönmez en els papers principals.

## Argument
La psicòloga Eylem (Belçim Bilgin) és una dona que s'ha estat preparant per al matrimoni recentment i estima molt el seu amant. Però, sorprenentment, es trasllada sola a la casa que van comprar al barri de Kurtuluş per viure amb el seu promès Okan perquè l'Okan diu que no està preparat per al matrimoni i deixa l'Eylem. AIxò provoca que Eylem caigui en una depressió. Mentre, la intenten ajudr les seves cinc veïnes que semblen viure una vida normal a l'apartament, però certs esdeveniments canviaran les seves vides completament.
Vartanuş (Demet Akbağ), que ha tingut cura del seu pare al llit tota la vida; Goncagül (Nihal Yalçın), adonant-se que el seu amant del cap de la màfia la distreu constantment; Gülnur (Ayten Soykök), que s'ha acostumat a les pallisses del seu marit pels seus fills, i la seva filla Tülay (Damla Sönmez), que pateix el mateix dolor que ella, i la perruquera Füsun (Asuman Dabak), que intenta mirar la vida a través d'unes ulleres de color rosa, trobaran l'Eylem a l'última parada de Kurtuluş. Aquestes dones, que estan en contra de totes les formes de violència, ja sigui psicològica o física, descobriran que juntes són més fortes.

### Repartiment
| Actor               | Personatge |
| Belçim Bilgin       | Eylem      |
| Demet Akbağ         | Vartanuş   |
| Asuman Dabak        | Füsun      |
| Nihal Yalçın        | Goncagül   |
| Ayten Soykök        | Gülnur     |
| Damla Sönmez        | Tülay      |
| Mete Horozoğlu      | Nejat      |
| Ahmet Mümtaz Taylan | Macit      |
| Yavuz Bingöl        | Hüseyin    |
| Hüseyin Soysalan    | Recep      |
| Tuncer Salman       | Adnan      |
| Güneş Sayın         | Seher      |
| Tolga Karaçelik     | Okan       |
| Olgun Toker         | Hırsız     |

## Premis
Premi a la millor pel·lícula a l'Oaxaca FilmFest de 2012.